# Парадокс вриједности
Парадокс вриједности (такође познат као парадокс дијамант-вода) је контрадикција да, иако је вода у цјелини кориснија, у смислу опстанка, од дијаманата, дијаманти имају вишу цијену на тржишту .

## Радна теорија вриједности
У одломку књиге Адама Смита Ан Инкуири „Into the Nature and Causes of the Wealth of Nations” oн расправља о концептима вриједности у употреби и вриједности у размјени и примјећује како се они обично разликују: 
„Која су правила по којим се људи природно придржавају при размјени роба за новац или једни за друге? Ова правила одређују шта се може назвати релативном или размјењивом вриједношћу добара. Ријеч ВРИЈЕДНОСТ, треба примијетити, има два различита значења и понекад изражава корисност неког одређеног предмета, а понекад моћ куповине других добара коју посједовање тог предмета преноси. Први се може назвати  „вриједност у употреби“, а  други, „ вриједност у размјени“.